# Algemeen Katholiek Vlaams Studentenverbond
Het Algemeen Katholiek Vlaams Studentenverbond (AKVS) (vroeger: Algemeen Katholiek Vlaamsch Studentenverbond) was van 1903 tot 1935 een overkoepelende vereniging ontstaan uit de Vlaamse katholieke studentenbeweging en de verschillende studentengildes die daarvoor al actief waren. Het AKVS werd in juni 1903 opgericht in Leuven.
De studenten streden in Vlaanderen voor de vernederlandsing van openbaar leven en onderwijs, en specifiek voor middelbaar onderwijs en hoger onderwijs in de eigen taal. Activiteiten waren studentikoos, en omvatten onder andere zangstondes, en spreekbeurten over Vlaamse auteurs, missionarissen en voorvechters in de Vlaamse Beweging of over politieke thema's die met de Vlaamse zaak verbonden waren. Het AKVS kon - hoewel eerder opgericht - gezien worden als de jongerenafdeling van het Katholiek Vlaams Hoogstudentenverbond (KVHV).
Initieel werd het AKVS gesteund door de kerkelijke overheid, maar de groeiende nadruk op Vlaams-nationalisme leidde tot een breuk met de bisschoppen die met de Katholieke Actie, en later specifiek de Katholieke Studentenactie een alternatieve beweging ontplooiden.
Voorzitters van het AKVS zijn onder meer Frans Van Cauwelaert, Filip De Pillecyn, Ernest Claes en Ferdinand Vercnocke geweest.
De vereniging werd in 1935 ontbonden en vervangen door het Algemeen Katholiek Dietsch Studentenverbond. De naam veranderde in 1937 weer, naar het Dietsch Jeugdverbond (DJV). Het katholieke deel van de naam liet de vereniging vallen om het hele Dietse volk aan te kunnen spreken.
LITERATUUR
Louis VOS, Algemeen Katholiek Vlaamsch Studentenverbond, in: Encyclopedie van de Vlaamse beweging, 2023.